# Chitona sieversi
Chitona sieversi là một loài bọ cánh cứng trong họ Oedemeridae. Loài này được Kiesenwetter miêu tả khoa học năm 1878.